# Christoph Flamm
Christoph Alexander Flamm (* 20. Juli 1968 in Ilshofen) ist ein deutscher Musikwissenschaftler. Er lehrt an der Ruprecht-Karls-Universität Heidelberg.

## Leben
Christoph Flamm studierte Musikwissenschaft, Kunstgeschichte und Germanistik an der Universität Heidelberg und wurde dort bei Herbert Schneider mit einer Arbeit zum russischen Komponisten Nikolai Medtner grundständig promoviert.
In den Jahren 1994–2001 war er wissenschaftlicher Redakteur der Enzyklopädie »Die Musik in Geschichte und Gegenwart« im Bärenreiter-Verlag Kassel, 2001–2004 wissenschaftlicher Angestellter an der Musikgeschichtlichen Abteilung des Deutschen Historischen Instituts in Rom.
Nach einem zweijährigen Stipendium der DFG habilitierte er sich 2007 mit einer Schrift über die italienische Instrumentalmusik im frühen 20. Jahrhundert am Beispiel Ottorino Respighis an der Universität des Saarlandes, an der er bis 2011 als Privatdozent unterrichtete.
Nach einer Vertretungsprofessur 2011/12 an der Universität der Künste Berlin und einer Professur für Angewandte Musikwissenschaft an der Alpen-Adria-Universität in Klagenfurt 2013/2014 nahm er 2014 einen Ruf an die Musikhochschule Lübeck an, an der er bis 2020 Musikwissenschaft unterrichtete. Seit März 2020 ist er Professor am Musikwissenschaftlichen Seminar der Universität Heidelberg.
Christoph Flamm ist Mitglied im wissenschaftlichen Beirat des DHI Rom, Mitglied im Editionsbeirat sowie im wissenschaftlichen Beirat der „MGG Online“, stellvertretender Vorsitzender im wissenschaftlichen Beirat der Tschaikowsky-Gesellschaft e.V., Mitglied im Beirat der Gesellschaft für Musikforschung, Sprecher der Kommission für Auslandsstudien der Gesellschaft für Musikforschung und seit 2023 Mitglied der Academia Europaea.

## Forschung
Seine Forschungsinteressen erstrecken sich vorwiegend auf das 19.–21. Jahrhundert, sie gelten besonders der russischen und sowjetischen Musik, der jüngeren italienischen und französischen Musik sowie allgemein der Instrumentalmusik, speziell Klaviermusik, Klavierkammermusik sowie der Filmmusik und Medienkunst.
Weitere Schwerpunkte sind die Position der Musik in ihren politischen Kontexten, die Beziehungen und Interaktionen von Musik und anderen Künsten und die kritische Edition musikalischer Werke. Das von ihm 2021 gegründete Centre for Russian, East-Central European and Post-Soviet Music Studies (CRECEPS) lässt wegen der aktuellen politischen Lage seine Aktivitäten ruhen.

## Schriften (Auswahl)

### Bücher
- Als Herausgeber: Ost-West-Kontakte. Festschrift für Dorothea Redepenning zum 70. Geburtstag, Winter, Heidelberg 2024, ISBN 978-3-8253-9570-4
- Als Herausgeber: Luigi Nono: Il canto sospeso. Faksimile des Partiturautographs / Facsimile of the Autograph Score Berlin, Staatsbibliothek zu Berlin – Preußischer Kulturbesitz, Musikabteilung (D-B), Schott, Mainz 2022, ISBN 978-3-7957-9908-3
- Mit Wendelin Bitzan (Hrsg.): Nikolai Medtner: Music, Aesthetics, and Contexts, Olms, Hildesheim u. a. 2021, ISBN 978-3-487-15984-3
- Als Herausgeber: Modest P. Mussorgskij. Bilder einer Ausstellung. Faksimile-Ausgabe der autographen Handschrift der Nationalbibliothek Russland, St. Petersburg, Figaro-Verlag, Laaber 2019, ISBN 978-3-946798-07-1
- Mit Daniel Ender (Hrsg.): Voices of Identities. Vocal Music and the De/con/struction of Communities in the Former Habsburgian Areas, Cambridge Scholars Publishing, Newcastle upon Tyne 2018, ISBN 978-1-5275-0808-8
- Mit Roland Marti und Ada Raev (Hrsg.): Transcending the Borders of Countries, Languages, and Disciplines in Russian Émigré Culture, Cambridge Scholars Publishing, Newcastle upon Tyne 2018, ISBN 978-1-5275-0535-3
- Modest Mussorgski: Bilder einer Ausstellung. Erinnerung an Viktor Hartmann, Bärenreiter, Kassel 2016, ISBN 978-3-7618-2221-0
- Als Herausgeber: Alexander Skrjabin zum 100. Todestag (= MusikTheorie. Zeitschrift für Musikwissenschaft 30, 2015, Heft 2), Laaber-Verlag, Laaber 2015, ISSN 0177-4182
- Als Herausgeber: Baum Mensch Klang Kunst. Ein wissenschaftlich-künstlerisches Ausstellungsprojekt an der Alpen-Adria-Universität Klagenfurt 9. Mai – 1. Juni 2014, Ritter, Klagenfurt 2014 (mit CD), ISBN 978-3-85415-512-6
- Igor Strawinsky: Der Feuervogel – Petruschka – Le Sacre du Printemps, Bärenreiter, Kassel 2013, ISBN 978-3-7618-2191-6
- Mit Henry Keazor und Roland Marti (Hrsg.): Russian Émigré Culture: Conservatism or Evolution?, Cambridge Scholars Publishing, Newcastle upon Tyne 2013, ISBN 978-1-4438-6366-7
- Mit Roland Pfeiffer (Hrsg.): Umbruchzeiten der italienischen Musikgeschichte (= Analecta musicologica 50), hrsg. von Roland Pfeiffer und Christoph Flamm, Bärenreiter, Kassel 2013, ISBN 978-3-7618-2136-7
- Mit Rainer Kleinertz und Wolf Frobenius (Hrsg.): Musik des Mittelalters und der Renaissance. Festschrift Klaus-Jürgen Sachs, Olms, Hildesheim 2010, ISBN 978-3-487-14533-4
- Ottorino Respighi und die italienische Instrumentalmusik von der Jahrhundertwende bis zum Faschismus (= Analecta Musicologica 42), 2 Bde., Laaber-Verlag, Laaber 2008, ISBN 978-3-89007-257-9 (Buchfassung der Habilitation)
- Mit Markus Engelhardt (Hrsg.): Musik in Rom im 17. und 18. Jahrhundert: Kirche und Fest (= Analecta Musicologica 33), Laaber-Verlag, Laaber 2004, ISBN 978-3-89007-568-6
- Der russische Komponist Nikolaj Metner. Studien und Materialien (= studia slavica musicologica 5), Verlag Ernst Kuhn, Berlin 1995, ISBN 978-3-928864-24-4 (Buchfassung der Dissertation)

### Musikalische Ausgaben
- Mit Lars Opfermann (Hrsg.): Jacques Buus: Canzoni francese a 6 (Venedig 1543), Ortus Musikverlag, Berlin/Beeskow 2022
- Tschaikowsky: 5. Symphonie op. 64, Breitkopf & Härtel, Wiesbaden 2018
- Chopin: Vingt-quatre Préludes op. 28, Prélude op. 45, Bärenreiter, Kassel 2016
- Dvořák: Dumky op. 90, Bärenreiter, Prag 2016
- Mahler: Klavierquartett a-moll (1876), Henle, München 2015
- Mussorgsky: Kartinky s vystavki. Vospominanie o Viktore Gartmane / Bilder einer Ausstellung. Erinnerung an Viktor Hartmann, Urtext, Bärenreiter, Kassel 2013, 3., rev. Aufl. 2020
- Skrjabin: Sämtliche Klaviersonaten / Complete Piano Sonatas, Urtext, 4 Bde., Bärenreiter, Kassel 2009–2222
- N. Medtner: 3 Hymnen (an die Arbeit) op. 49, kritische Neuausgabe, Zimmermann, Frankfurt 2009
- N. Medtner: Vergessene Weisen op. 39, revidierte Neuausgabe, Zimmermann, Frankfurt 2005
- N. Medtner: 6 Märchen op. 51, revidierte Neuausgabe, Zimmermann, Frankfurt 2003
- Igor Strawinsky: Scherzo à la russe. Version für Jazz-Ensemble, Ernst Eulenburg, London 1996
- Igor Strawinsky: Scherzo à la russe. Version für Orchester, Ernst Eulenburg, London 1996
- Luigi Nono: Il canto sospeso, Ernst Eulenburg, London 1995